# 安娜·基金娜
安娜·尤里耶夫娜·基金娜（俄语：Анна Юрьевна Кикина，1984年8月27日—）生于新西伯利亚，是一名俄罗斯工程师和试验宇航员，于2012年入选。她是目前俄罗斯航天局现役的唯一女宇航员。2020年6月，同为宇航员的奥列格·科诺年科说，基金娜有望在2022年秋季的国际空间站任务中飞行，并在任务中进行太空行走。2021年9月，俄罗斯新闻社报道，基金娜已被分配到联盟MS-22任务中，定于2022年9月21日发射，执行为期188天的任务。
2021年12月，德米特里·罗戈津宣布基金娜将在2022年9月乘坐 "美国商业飞船"，而美国宇航局的一名宇航员将在联盟号上取代她的位置，使她成为第一个乘坐乘龙飞船的俄罗斯宇航员。2022年9月，商业飞行将是SpaceX载人5号乘龙飞船。

## 教育
基金娜以优异的成绩毕业于新西伯利亚国立水运工程学院。